# Octobre 1922

## Événements
- Les Japonais quittent Vladivostok

- 1er octobre : Mustafa Kemal fait voter l’abolition du sultanat ottoman en Turquie et proclame la république.

- 2 octobre, Canada : ouverture de la première station radio francophone CKAC.

- 6 octobre : un équipage américain (Kelly et Macready) bat le record de durée de vol : 35 heures et 18 minutes, sur un «Fokker T2». Performance non officielle.

- 10 octobre : signature d'un traité entre le royaume d'Irak et le Royaume-Uni, qui consacre en fait le Mandat, conférant aux Britanniques un contrôle absolu sur l’administration irakienne et la maîtrise du pétrole. Il doit être ratifié par l’assemblée irakienne, dont l’élection, boycotté par les chiites, n’a finalement pas lieu.
  - L’État irakien prend en charge les frais de la présence britannique. Il n’obtient aucun droit sur l’exploitation pétrolière. Les droits culturels des Kurdes sont respectés. La législation tribale est maintenue, renforçant les liens politiques entre les shaykhs et le nouveau pouvoir mais maintenant les paysans dans un état de quasi servage. Les soulèvements paysans sont réprimés avec l’aide de l’aviation britannique.

- 11 octobre : les Français parviennent à faire signer l’armistice de Moudanya entre la Grèce et les Turcs qui retrouvent la souveraineté sur Constantinople;

- 14 octobre : un équipage français (Lucien Bossoutrot et Drouhin) bat le record de durée de vol : 34 heures et 19 minutes, sur un «Farman-Goliath». Performance officielle (cf. 6 octobre).

- 17 octobre : premier décollage du pont du porte-avions américain USS Langley. Le Lt Virgil Griffin signe cette première sur un Vought VE-7.

- 18 octobre : le pilote américain Mitchell bat le record de vitesse pure sur un Curtiss R6-D-12 Racer : 358,836 km/h.

- 19 octobre : conflit entre radicaux et modérés au Royaume-Uni. Chute de Lloyd George. Les conservateurs, réunis au Carlton Club, décident de quitter la coalition gouvernementale. Ils constituent le « Comité 1922 » chargé d’exprimer le point de vue des députés de base.

- 21 octobre : une conférence de paix s’ouvre à Lausanne.

- 23 octobre : début du ministère conservateur de Andrew Bonar Law, Premier ministre du Royaume-Uni (fin en 1923).

- 24 octobre : création de l’État des Druzes.

- 26 octobre : premier appontage sur le porte-avions américain USS Langley. Le Lt Cdr Godfrey deCourcelles Chevalier réalise cette première sur un Aeromarine 39.

## Naissances
- 3 octobre : 
  - John Craxton, peintre britannique († 17 novembre 2009).
  - Raffaele La Capria, écrivain italien († 26 juin 2022).
- 4 octobre : Malcolm Baldrige, Secrétaire au Commerce des États-Unis († 25 juillet 1987).
- 14 octobre : Robert Chapatte, coureur cycliste et journaliste français († 19 janvier 1997).
- 17 octobre : 
  - Luiz Bonfá, guitariste et compositeur brésilien († 12 janvier 2001).
  - Angel Wagenstein, réalisateur bulgare († 29 juin 2023).
- 21 octobre : Liliane Bettencourt, femme d'affaires française († 21 septembre 2017).
- 23 octobre : Jacques Guhl, poète, écrivain, footballeur helvétique († 20 janvier 2024).
- 25 octobre : Joseph Sardou, évêque catholique français, archevêque émérite de Monaco († 19 septembre 2009).
- 27 octobre : 
  - Michel Galabru, acteur comique français[1] († 4 janvier 2016).
  - Léon Gautier, militaire français, commando des Forces françaises libres († 3 juillet 2023).
- 31 octobre :
  - Illinois Jacquet, saxophoniste de jazz américain († 22 juillet 2004).
  - Norodom Sihanouk, roi du Cambodge († 15 octobre 2012).
  - Barbara Bel Geddes, actrice américaine († 8 août 2005).